# Aleksandr Lukashenko
Aleksandr Grigorievitch Lukashenko ou Łukašenka (em bielorrusso: Аляксандар Рыгоравiч Лукашэнка, AFI: [alʲaˈksandr rɨˈɣoravʲɪtʃ ɫukaˈʂɛnka]; em russo: Александр Григорьевич Лукашенко, AFI: [alʲɪˈksandr ɡrʲiˈɡorjɪvʲɪtɕ ɫukaˈʂɛnkə]; Kopys, 30 de agosto de 1954) é um historiador, militar, economista, diretor agrícola e político bielorrusso. É o atual presidente da Bielorrússia. Eleito pela primeira vez em 20 de julho de 1994 com mandato até 2001, foi sendo novamente reeleito. O seu governo é muito controverso: os seus apoiantes afirmam que sua política econômica salvou o país das piores consequências do capitalismo pós-soviético. Já seus opositores o acusam de ser ditador, sendo conhecido inclusive como "o último tirano da Europa". Os Estados Unidos e a União Europeia proibiram a entrega de vistos para ele e a sua família.
É considerado o homem mais rico da Bielorrússia, com uma fortuna estimada em 2010 de US$ 9 bilhões de dólares.

## Biografia

### Carreira política
Lukashenko foi membro do Partido Comunista da União Soviética até a Bielorrússia e os outros estados soviéticos tornarem-se independentes. 
Quando jovem, teve experiência militar no exército soviético, depois se tornou vice-presidente de uma fazenda coletiva (sovkhoz). Foi eleito deputado no Conselho Supremo da República da Bielorrússia, em 1990, onde ele apoiou os esforços de linha dura para expulsar reformistas na era de Mikhail Gorbachev. Ele presidiu o comité anti-corrupção do parlamento em 1993 e concorreu à presidência em uma plataforma populista nas eleições de 1994. Logo depois, ele iria empurrar uma nova constituição, apesar do protesto de dezenas de membros do parlamento que pediram seu impeachment, que, basicamente, concedido o regime de Lukashenko uma ditadura legal.
Em 2005, 2006 e em 2008, ele foi presidente do Conselho Interestadual da Comunidade Econômica da Eurásia.

### Vida pessoal
Lukashenko nasceu na cidade de Orsha, em 31 de agosto de 1954. Formou-se na Universidade Estatal Pedagógica de Mogilev em 1975 e na Academia Agrícola da Bielo-Rússia em 1985, em História e Economia.
Em 1975, Lukashenko casou com sua namorada de colégio, Galina Rodionovna, e eles tiveram dois filhos: Viktor, nascido em 1975, e Dmitry, nascido em 1980. Viktor trabalha como assessor do seu pai, mas Lukashenko considera, aparentemente, como seu "herdeiro" um filho de outra relação, Nikolai Lukashenko, nascido por volta de 2005 (a mãe é alegadamente Irina Abelskaya, sua médica) e que ele apresentou oficialmente ao casal Obama e levou a eventos como a Assembleia Geral da ONU e a um desfile militar na China em 2015.
Sua esposa Galina vive afastada do público desde o início de seu primeiro mandato, numa fazenda remota em Shkloŭ, enquanto a biografia presidencial oficial omite qualquer menção a ela e mesmo aos filhos.
Lukashenko é conhecido por ter um grande interesse em concursos de beleza do seu país. Em 2019, a imprensa começou a reportar que ele estaria namorando a Miss Bielorrússia 2018, Maria Vasilevich, que havia participado do Miss Mundo 2018 e com quem ele havia sido visto em diversos eventos públicos, inclusive na Copa do Mundo FIFA de 2018.
Os dois foram vistos dançando juntos nos bailes de final de ano de 2019 e 2020.

## Controvérsias

### Banimento da esposa
Galina Rodionovna, sua esposa, foi banida e não participa da vida pública do marido. Segundo o website Alfa da Lituânia em janeiro de 2010, ela vive no distrito de Shkloŭ, "uma remota vila bielorrussa esquecida por todos".

### Um assento no parlamento para a namorada-miss
Em novembro de 2019, a imprensa reportou que Maria Vasilevich havia ganho um assento no parlamento em eleições fraudadas. Segundo o The Sun britânico, "nenhum candidato da oposição ganhou uma cadeira nas eleições parlamentares de fim de semana - embora Vasilevich, que não tem experiência e nem mesmo campanha, tenha conquistado uma cadeira como parlamentar".

### Covid-19
O presidente bielorrusso deu um discurso no qual disse que a doença não é nada grave, que poderia ser curada com vodka, sauna e trabalho no campo.
Grandes eventos como futebol e hóquei no gelo continuaram com sua agenda regularmente no país e Lukashenko chegou a dizer que jogar hóquei protege contra o vírus. "É melhor morrer de pé do que viver de joelhos! Não há vírus no gelo. Isto é um frigorífico. Eu vivo a mesma vida que sempre vivi, ainda ontem tive uma sessão de treino com a minha equipe. Encontrámo-nos, apertámos as mãos, abraçámo-nos, batemos uns nos outros".
Em 28 de julho de 2020, Lukashenko anunciou que testou positivo para a COVID-19 mas que já estava recuperado.

### Eleições presidenciais e fraudes eleitorais
Logo após sua reeleição em 2020, depois de 26 anos no poder, os bielorrussos começaram a protestar, dizendo que as eleições haviam sido fraudadas. Segundo a Euronews em 11 de agosto, "Lukashenko diz que não passam de 'carneiros ao serviço das potências estrangeiras' e 'querem armar confusão no nosso país. Avisei que não iriam fazer o mesmo que na Ucrânia, por muito que queiram fazer isso. As pessoas têm de se acalmar'.
Na Bielorrússia os votos dos eleitores são feitos em cédulas de papel, onde os eleitores marcam suas escolhas e em seguida depositam o voto em uma urna. A contagem dos votos é realizada manualmente pelas comissões eleitorais nas seções eleitorais. A transparência e a segurança desse processo têm sido amplamente questionadas. Observadores internacionais e grupos dos direitos humanos frequentemente apontam para possíveis manipulações e irregularidades no registro e na contagem dos votos. 
Sua opositora Svetlana Tikhanovskaya pediu a recontagem dos votos, mas teve que deixar o país logo após o pleito, se refugiando na Lituânia. Antes, o marido de Svetlana, Sergei Tikhanovsky, um blogueiro popular, havia sido impedido de concorrer e enviado para a prisão.
Enquanto isto, Maria Vasilevich, escreveu em seu Instagram que os protestos deveriam parar. "Aqueles que causam desordem, parem com a agressão!", escreveu em seu Instagram.

### Ligações com a Rússia e a China

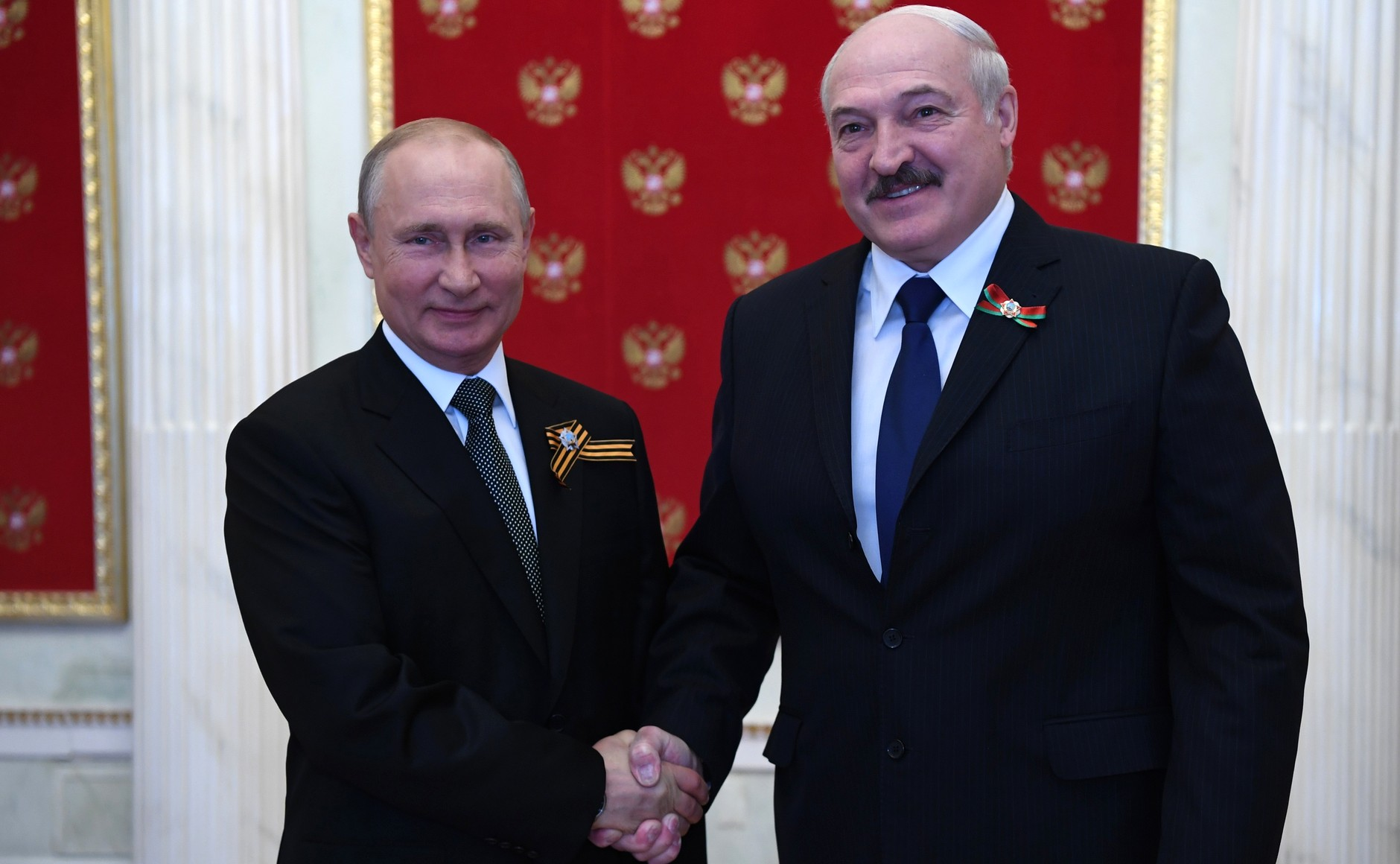
Aleksandr Lukashenko e Putin em Moscou no Desfile do Dia da Vitória de 2020

Enquanto a União Europeia condenava a repressão aos protestos após as eleições de 2020, Lukashenko recebeu apoio da China e da Rússia, de quem é aliado.
Em 3 de setembro de 2020, após o governo alemão ter noticiado no dia anterior que o opositor de Putin, Alexei Navalny, havia sido envenenado, Lukashenko disse que "não houve envenenamento de Navalny".